# 亞斯納波利亞納
亞斯納波利亞納可指幾個國家内的人口聚居地。其中有：

## 保加利亞
- 亞斯納波利亞納 (保加利亞)：位於布爾加斯州普里莫爾斯科市鎮的村莊

## 烏克蘭

### 鎮
- 亚斯纳波利亚纳 (沃爾諾瓦哈區)：位於顿涅茨克州沃爾諾瓦哈區
- 亞斯納波利亞納 (克拉馬托爾斯克區)：位於顿涅茨克州克拉马托尔斯克区
- 亚斯纳亚波利亚纳 (巴什坦卡區)：位於尼古拉耶夫州巴什坦卡區

### 村莊
- 亞斯納波利亞納 (日托米爾區)：位於日托米爾州日托米爾區
- 亞斯納波利亞納 (瓦西里夫卡區)：位於扎波羅熱州瓦西里夫卡區
- 亞斯納波利亞納 (扎波羅熱區)：位於扎波罗热州扎波羅熱區
- 亞斯納波利亞納 (梅利托波爾區)：位於扎波罗热州梅利托波尔区
- 亞斯納波利亞納 (布拉特西克區)：位於尼古拉耶夫州沃兹涅先斯克區
- 亞斯納波利亞納 (若夫特涅維區)：位於尼古拉耶夫州尼古拉耶夫区米什科沃-波霍里洛韋市鎮
- 亞斯納波利亞納 (新敖德薩區)：位於尼古拉耶夫州尼古拉耶夫區新敖德薩市鎮
- 亞斯納波利亞納 (奧利尚斯凱市鎮)：位於尼古拉耶夫州尼古拉耶夫区奧利尚斯凱市鎮
- 亞斯納波利亞納 (蘇梅州)：位於蘇梅州紹斯特卡區
- 亞斯納波利亞納 (克拉斯諾赫拉德區)：位於哈爾科夫州别列斯京区
- 亞斯納波利亞納 (海尼切斯克市鎮)：位於赫尔松州海尼切斯克區海尼切斯克市鎮
- 亞斯納波利亞納 (新特羅伊茨凱市鎮)：位於赫爾松州海尼切斯基区新特羅伊茨凱市鎮
- 亞斯納波利亞納 (卡霍夫卡區)：位於赫爾松州卡霍夫卡區
- 亞斯納波利亞納 (赫爾松區)：位於赫爾松州赫尔松区
- 亞斯納波利亞納 (諾夫哥羅德-謝韋爾斯基區)：位於切爾尼戈夫州诺夫霍罗德-锡韦尔斯基区